# 孝哲毅皇后
孝哲毅皇后（こうてつきこうごう、満州語:ᡥᡳᠶᠣᠣᡧᡠᠩᡤᠠ
 ᠰᡠᠯᡨᡠ᠋ᠩᡤᠠ
 ᡶ᠋ᡳᠯᡳᠩᡤᠠ
 ᡥᡡᠸᠠᠩᡥᡝᠣ 転写：hiyoošungga sultungga filingga hūwangheo）は、清の同治帝の正室・皇后。満洲鑲黄旗の出身（元は蒙古正藍旗）。姓は阿魯特氏（アルト氏）（Alte hala）。清朝において、孝恵章皇后以来のモンゴル系の出自を持つ皇后。

## 生涯
18歳で、史書や詩詞を読み、文章を書くことも上手かった。書道が両手のいずれでも揮毫できた。同治帝の皇后には、同治帝の生母である西太后は若く活発な性格の美しい富察氏を強く推したが、同治帝の嫡母である東太后に拒否され、結局同治より年上の阿魯特氏が皇后に立てられた。表向きの理由は阿魯特氏の賢明さとされるが、裏にはかつて祺祥政変で自尽を命じられた鄭親王端華の妻に、実の姪である東太后の贖罪の気持ちが働いて端華の外孫阿魯特氏をこんど嫁の皇后に選んだのが真実に近い。 
富察氏は「慧妃」（ulhisungge fei）となった。慧妃は寵愛を受けなかったので、西太后は皇后に憎しみを向け、同治帝としばしば諍いを起こした。同治14年12月5日（1875年1月12日）、同治帝は19歳で早世した。光緒帝が即位すると、皇嫂（皇帝の従兄の嫁）として、嘉順皇后の尊号を受けたが、光緒元年（1875年）、失意のうちに崩じた。二十歳そこそこの寡婦で皇太后になれず、義母の機嫌も取れない。儒教の精魂を会得した父の蒙古状元崇綺にどうしたらいいか密かに聞いたら、「死」の一文字が帰ってきて、にわかに崩御したと言われる。 

## 血縁関係
- 祖父:サイシャンガ - 首席軍機大臣などを歴任した重臣。
- 父:崇綺 - 清の状元、大臣で義和団の乱に殉ず。
- 年下の叔母:恭粛皇貴妃 - サイシャンガの庶出の娘、同治帝の側妃
- 外祖父:鄭親王端華 - 皇族、ジルガラン（ヌルハチの甥）の子孫。
- 母の父方の従姉妹（外祖父の姉妹の子）:孝徳顕皇后 - 咸豊帝の最初の正室。
- 母の母方の従姉妹（外祖母の兄の子）:東太后 - 咸豊帝の二番目の正室。

## 伝記資料
- 『清史稿』
- 『清皇室四譜』